# Pouteria benai
Pouteria benai é um espécie de planta na família Sapotaceae. É encontrada na Guiana Francesa.